# Cesare Mori

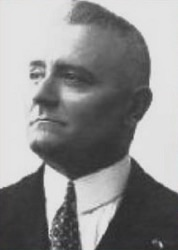
Cesare Mori

Primo Cesare Mori (* 22. Dezember 1871 in Pavia; † 6. Juli 1942 in Udine) war ein italienischer Präfekt und Senator vor und während der Zeit des Faschismus. Wegen seines harten Vorgehens gegen die Cosa Nostra war er auch als Prefetto di Ferro (Eiserner Präfekt) bekannt.

## Leben

### Kindheit und Jugend
Cesare Mori wuchs zunächst unter dem Namen Primo Nerbi in einem Waisenhaus auf, bevor er 1879 von seinen leiblichen Eltern wiedererkannt und aufgenommen wurde. Seinen ersten Vornamen Primo fügte er 1929 offiziell seinen Namen hinzu. In den Akten des Senats wird er lediglich als Primo Mori geführt.
Mori studierte an der Militärakademie von Turin. Als er jedoch Angelina Salvi geheiratet hatte, die nicht über die vom Militär vorgeschriebene Mitgift verfügte, musste er den Dienst verlassen. Er wechselte danach zur Polizei, zunächst in Ravenna, ab 1904 in Castelvetrano in der Provinz Trapani, dort gelang ihm die Verhaftung von Paolo Grisalfi.

### Erste Erfahrungen in Sizilien
Mori begann sofort energisch durchzugreifen und wandte entschlossen und unabhängig unorthodoxe Methoden an, für die er in den kommenden Jahren in ganz Sizilien bekannt werden würde. Ihm gelangen zahlreiche Festnahmen und er selbst entging mehreren Attentaten.
Der Generalstaatsanwalt in Palermo schrieb über ihn:

“Finalmente abbiamo a Trapani un uomo che non esita a colpire la mafia dovunque essa si alligni. Peccato, purtroppo, che vi siano sempre i cosiddetti "deputati della rapina" contro di lui...”

„Endlich haben wir in Trapani einen Mann, der gegen die Mafia vorgeht, wo auch immer sie Fuß fasst. Es ist aber schade, dass er immer die sogenannten «Abgeordneten des Raubes» gegen sich hat…“

Im Januar 1915 wurde Mori als Vice Questore nach Florenz versetzt. Nach einer Verschlechterung der Situation in Sizilien wurde er mit Eintritt Italiens in den Ersten Weltkrieg als Kommandeur einer Spezialeinheit zur Bekämpfung der Banden (brigantaggio) zurückversetzt. Während seines erneuten Einsatzes dort zeichnete er sich durch sein energisches und radikales Durchgreifen aus. In Caltabellotta ließ er in einer einzigen Nacht über 300 Personen festnehmen; insgesamt waren die Ergebnisse seiner Maßnahmen sehr positiv. Als die Zeitungen von einem „tödlichen Schlag gegen die Mafia“ schrieben, erklärte Mori gegenüber einem seiner Mitarbeiter:

“Costoro non hanno ancora capito che i briganti e la mafia sono due cose diverse. Noi abbiamo colpito i primi che, indubbiamente, rappresentano l'aspetto più vistoso della malvivenza siciliana, ma non il più pericoloso. Il vero colpo mortale alla mafia lo daremo quando ci sarà consentito di rastrellare non soltanto tra i fichi d'india, ma negli ambulacri delle prefetture, delle questure, dei  grandi palazzi padronali e, perché no, di qualche ministero.”

„Die haben immer noch nicht begriffen, dass die Briganten und die Mafia zwei verschiedene Dinge sind. Ersteren haben wir einen Schlag versetzt, die ohne Zweifel den auffälligsten Teil des sizilianischen Verbrechertums darstellen, aber nicht den gefährlichsten. Den wirklichen tödlichen Schlag gegen die Mafia werden wir ausführen, wenn wir die Erlaubnis erhalten, Razzien nicht nur zwischen den Feigenkakteen durchzuführen, sondern auch in den Präfekturen, Quästuren, den großen herrschaftlichen Villen und – warum nicht? – auch in dem einen oder anderen Ministerium.“

Befördert und ausgezeichnet mit der silbernen Tapferkeitsmedaille wurde Mori questore in Turin, später dann in Rom und Bologna.

### Der faschistischeSquadrismoin Bologna
1922 war Mori – als treuer Staatsdiener entschlossen, das Gesetz ohne Ausnahmen anzuwenden – als Präfekt von Bologna einer von wenigen Angehörigen der Ordnungskräfte, die sich gegen den Squadrismo, den systematischen Einsatz von bewaffneten Schwarzhemden und Straßenkampf zur Destabilisierung des Staates, stellten.
Die Gewalt eskalierte, nachdem Guido Oggioni, Faschist und stellvertretender Kommandeur der Sempre Pronti (die „immer Bereiten“, nationalistische Miliz von Domenico Pellegrini Giampietro) verletzt von einer Strafexpedition gegen die „Roten“ zurückgekommen und der Sekretär des Fascio, Celestino Cavedoni, getötet worden war. Mori stellte sich gegen die Strafexpeditionen der Faschisten und ihre gewaltsame Repression, indem er ihnen die Polizei entgegenstellte, wodurch er sich zu einer heftig umstrittenen Figur machte. Einem Beamten, der ihm gestand, dass er die Gioventù Nazionale („Nationale Jugend“) von Benito Mussolini unterstützte, antwortete Mori in einer Gleichstellung der Faschisten und der „Roten“:

“Gioventù nazionale un corno! Quelli sono dei sovversivi come gli altri.”

„Ich pfeife auf die Nationale Jugend! Das sind Umstürzler wie die anderen auch.“

Wegen dieser Vorfälle fiel Mori nach dem Aufstieg der Faschisten an die Macht in Ungnade und wurde aus dem aktiven Dienst entlassen. 1922 ging er in Pension und ließ sich mit seiner Frau in Florenz nieder.

### Der Kampf gegen die Mafia
Wegen seines Rufs als tatkräftiger Mann und als Nicht-Sizilianer ohne Kontakte zur örtlichen Mafia, der aber dennoch ein Kenner Siziliens war, wurde Mori im Juni 1924 von Innenminister Luigi Federzoni in den Dienst zurückberufen und als Präfekt nach Trapani geschickt. Dort blieb er vom 2. Juni 1924 bis zum 12. Oktober 1925. Als erste Maßnahme zog er sofort alle Waffenerlaubnisse zurück. Im Januar 1926 richtete er eine Kommission auf Provinzebene ein, die sich um Genehmigungen kümmern sollte, die er als obligatorisch für Bereiche vorschrieb, die traditionell von der Mafia kontrolliert wurden.
Nach seiner herausragenden Arbeit in Trapani wurde Mori auf Befehl von Benito Mussolini zum Präfekten von Palermo ernannt und erhielt Sonderbefugnisse für die gesamte Insel mit dem Auftrag, die Mafia mit allen Mitteln auszurotten. Er nahm seinen Posten am 22. Oktober 1926 ein und blieb dort bis 1929. Der Anfang des Telegramms von Mussolini lautete:

“...vostra Eccellenza ha carta bianca, l'autorità dello Stato deve essere assolutamente, ripeto assolutamente ristabilita in Sicilia. Se le leggi attualmente in vigore la ostacoleranno, non costituirà problema, noi faremo nuove leggi...”

„… Eure Exzellenz haben freie Hand, die Autorität des Staates muss auf jeden Fall, ich wiederhole: auf jeden Fall, in Sizilien wiederhergestellt werden. Wenn die Gesetze Ihnen im Wege stehen sollten, wird das kein Problem sein, wir werden neue Gesetze machen …“

Dort führte er eine besonders harte Bekämpfung der Verbrechen der Mafia ein und ging auch gegen Briganten und lokale Gutsherren vor. Am 1. Januar 1926 führte er seine wahrscheinlich berühmteste Aktion durch, die Besetzung von Gangi, einer Hochburg zahlreicher krimineller Gruppen. Mit zahlreichen Männern der Carabinieri und der örtlichen Polizei ließ er danach Haus für Haus durchsuchen, nahm 450 Banditen, Mafiosi und sonstige Entflohene fest. Die angewandten Methoden waren bei dieser Aktion besonders hart und Mori schreckte nicht einmal davor zurück, foltern zu lassen und Frauen und Kinder als Geiseln zu nehmen, um die Verbrecher dazu zu zwingen, sich zu stellen. Überdies ließ er das Vieh der bekämpften Orte schlachten. Wegen der Härte seiner Maßnahmen erhielt er in dieser Zeit den Beinamen „Eiserner Präfekt“.
Mit ähnlichen Mitteln setzte Mori seine Aktionen in den ganzen beiden Jahren 1925–26 fort, was für viele als post-risorgimentaler „Kampf gegen die Briganten“ in Erinnerung blieb. Auch die Urteile für die Mafiosi waren extrem hart. Moris Ermittlungen begannen jedoch die Beziehungen zu berühren, die zwischen der Mafia und Politikern aus der Zeit des Risorgimento bestanden; und er geriet auch in Konflikt mit einer Hauptfigur des Faschismus in Sizilien, Alfredo Cucco, den er 1927 aus der Partei ausschließen lassen und aus dem öffentlichen Leben verbannen konnte. 1929 wurde er wegen seines Dienstalters in den Ruhestand versetzt. Am 16. Juni wurde Mori auf Vorschlag von Mussolini zum Senator ernannt, während die Propaganda in ganz Italien stolz behauptete, die Mafia sei besiegt.

### Die letzten Jahre
Als Senator befasste sich Mori weiterhin mit den Problemen Siziliens, über die er sich stets auf dem Laufenden hielt, allerdings ohne wirksame Machtbefugnisse und erheblich in seinem Einfluss beschnitten.

“La misura del valore di un uomo è data dal vuoto che gli si fa dintorno nel momento della sventura.”

„Das Maß für den Wert eines Menschen ist das Ausmaß der Leere, die sich im Augenblick seines Unglücks um ihn bildet.“

Seine Gewohnheit, das Problem der Mafia anzugehen, wurde auch von den faschistischen Machthabern mit Misstrauen gesehen, er wurde aufgefordert, „nicht mehr von einer Schande zu sprechen, die der Faschismus ausgelöscht hat.“
1932 schrieb Mori seine Memoiren und sein bekanntes Buch Con la mafia ai ferri corti („Auf Kriegsfuß mit der Mafia“, Mondadori 1932; Neuauflage: Pagano di Napoli 1993).
Mori zog sich schließlich nach Udine zurück, wo er 1942 unbeachtet von der Öffentlichkeit starb, während sich Italien bereits ganz dem Zweiten Weltkrieg zugewandt hatte. Er wurde auf dem Friedhof von Pavia beerdigt.
Mori war unter anderem Träger des Ordens der Krone von Italien (Großoffizier), Ritterorden der hl. Mauritius und Lazarus (Komtur), Ordens Georgs I. (Kommandeur), des Sonnen- und Löwenordens (Kommandeur) und des spanischen Zivilverdienstordens (Kommandeur).

## Effektivität von Moris Maßnahmen
Bis heute werden die von Mori im Kampf gegen die Mafia angewandten Methoden untersucht und diskutiert. Zweifellos hatte er hart durchgegriffen und damit etwas erreicht: Er hatte den Ruf eines Unbequemen, der sich nicht scheute, auch dann zuzuschlagen, wenn er sich damit die Gegnerschaft der Faschisten der ersten Stunde zuzog. Ende der 1920er Jahre war der prefetto di ferro äußerst bekannt und einige seiner Aktionen, über die die Propagandamaschinerie des Regimes berichtete, erreichten fast das Maß an öffentlicher Zustimmung von Mussolini selbst. Mori zögerte auch nicht, (mit Einverständnis des Duce) gegen prominente Vertreter des Regimes wie Alfredo Cucco oder den einflussreichen General Antonino Di Giorgio vorzugehen.
Die wichtigsten Schritte seines Vorgehens waren – dank der carte blanche, die er erhalten hatte, und mit Hilfe von anderen wie dem von ihm ernannten Generalstaatsanwalt von Palermo, Luigi Giampietro, oder dem kalabrischen Abgeordneten Francesco Spanò:
- Mit einer großen, erfolgreichen Operation zur Wiederherstellung der Autorität des Staates (der Besetzung von Gangi) ein Signal setzen,
- die Unterstützung der Bevölkerung zurückgewinnen, indem er sie direkt in den Kampf gegen die Mafia einbezog,
- durch die Bekämpfung der Omertà und die Erziehung der Jugend ein kulturelles Umfeld schaffen, das der Mafia feindlich gesinnt ist und die Ablehnung gegen die Mafia verstärkt,
- den patrimonialen Zusammenhalt der Mafia und die Verflechtung ihrer ökonomischen Interessen direkt angreifen,
- die Funktionalität und Entwicklungsfähigkeit der sizilianischen Wirtschaft wiederherstellen und
- durch harte Strafen gegen Kriminelle das Klima der Straflosigkeit bekämpfen.

Seine Strategie basierte auf folgendem Schema: Die Mafiosi gehörten im Wesentlichen zur ländlichen Mittelschicht und kontrollierten sowohl die Großgrundbesitzer wie die ärmsten Schichten der Bevölkerung. Indem er die „mafiöse Mittelschicht“ zerstörte, sollten die Großgrundbesitzer nicht mehr Opfer der Mafia und gleichzeitig nicht länger Zielscheibe der öffentlichen Wut ihrer Verbrüderung mit der Mafia sein.
Die Wirksamkeit von Moris Maßnahmen äußerte sich im ersten Jahr in der Provinz Palermo, als die Zahl der Morde von 268 im Jahr 1925 auf 77 im Jahr 1926 zurückging und die Zahl von Raubdelikten von 298 auf 46; auch andere Verbrechen waren deutlich seltener als zuvor. Überführte Mafiosi erkannten an, dass sich die Mafia nach dieser Zeit in einer schwierigen Situation befand.
Mori befasste sich nicht nur mit den untersten Schichten der Mafia, sondern auch mit ihren politischen Verbindungen – unter anderem durch die der Faschisten von Palermo und Cuccos Ausschluss, der immerhin ein Mitglied des Großen Faschistischen Rates war.
Nach seinem Rückzug war ihm sehr bewusst, dass das Phänomen der Mafia in Sizilien wiedererstarken würde. 1931 schrieb ein sizilianischer Anwalt in einem Brief an Mori:

“Ora in Sicilia si ammazza e si ruba allegramente come prima. Quasi tutti i capi mafia sono tornati a casa per condono dal confino e dalle galere...”

„Heute wird in Sizilien genauso gemordet und geraubt wie früher. Fast alle Führer der Mafia sind durch Straferlasse wieder aus der Verbannung oder den Zuchthäusern nach Hause zurückgekehrt…“

In Wirklichkeit hatten die Führer der Mafia während der Zeit der Bekämpfung nur den Kopf eingezogen und nutzten die Gelegenheit, die ihnen die Landung der Alliierten bot, um sich wieder zu erheben, wobei die Amerikaner sie häufig in der Verwaltung Siziliens einsetzten, weil sie zweifelsfrei Antifaschisten waren.

## Mori in Literatur und Film
- Die Figur Moris wird in Leonardo Sciascias Roman Il Giorno della Civetta erwähnt.
- 1977 wurde Moris Arbeit in Der eiserne Präfekt (Il prefetto di ferro) mit Giuliano Gemma und Claudia Cardinale in den Hauptrollen verfilmt. Regie führte Pasquale Squitieri, die Filmmusik kam von Ennio Morricone.